# Georgios Sachtouris
Georgios Sachtouris (in greco Γεώργιος Σαχτούρης; Hydra, 1783 – Atene, 1841) è stato un ammiraglio e politico greco, che comandò le forze navali greche durante la Guerra d'indipendenza greca del XIX secolo.